# FIFI Wild Cup
Der FIFI Wild Cup, auch als „alternative Weltmeisterschaft“ bezeichnet, war ein Fußballturnier vor der Fußball-Weltmeisterschaft 2006 in Deutschland. Er fand vom 29. Mai bis 3. Juni 2006 in Hamburg statt.

## Hintergrund
Bei diesem Kurzturnier starteten Mannschaften, die von der FIFA nicht als Mitglieder anerkannt sind und somit nicht an der Qualifikation zur FIFA Fußball-Weltmeisterschaft teilnehmen durften. Zum Teil sind diese Teams im Nouvelle Fédération-Board organisiert, einige dieser Mannschaften streben offiziell die Aufnahme in die FIFA an. Gibraltar hat dies mittlerweile erreicht. Das NF-Board organisierte jedoch im November 2006 mit dem Viva World Cup ein eigenes Turnier.
Der „Wild Cup“ hat eigene Maskottchen (Schäfer & Schmitz). Schirmherr des Events war der deutsche Moderator Elton. Der Wild Cup wurde am 29. Mai 2006 eröffnet und endete am 3. Juni 2006.
Die mediale Ausgestaltung des Turniers als Spaß- und Kommerzevent gab Anlass zu Kritik, da hierdurch der sportliche Charakter des Turniers in Frage gestellt werden konnte. Damit verbunden war die Annahme, dass es tatsächlich weniger um die Anliegen der teilnehmenden Mannschaften als um die Interessen der Sponsoren, z. B. des Fernsehsenders DSF, heute Sport1, ginge.
Dennoch musste die Veranstaltung erst einmal auf ein finanziell gesichertes Fundament gestellt werden, damit man den Mannschaften die Teilnahme überhaupt ermöglichen konnte. So wurden ein Großteil der Ausgaben der Mannschaften durch Sponsoring übernommen.
Die Resonanz der teilnehmenden Mannschaften war durchweg positiv. Gerade isolierte Teams wie beispielsweise Tibet konnten die Chance nutzen sich erstmals in einem Turnier zu präsentieren.

## Teilnehmer
Im Jahr 2006 nahmen Mannschaften aus Sansibar (trainiert von dem Fernsehkomiker Oliver Pocher), Nordzypern, Gibraltar, Grönland und Tibet teil. Gastgebermannschaft war die „Republik St. Pauli“, ein Team aus ehemaligen Profis. Das Ereignis fand im Stadion des FC St. Pauli, dem Stadion am Millerntor, statt. Ausrichter des Turniers waren die Essener Agenturen Carat Sponsorship GmbH und Western Star GmbH.
| Gruppe A                      | Gruppe B           |
| ----------------------------- | ------------------ |
| Türkische Republik Nordzypern | Republik St. Pauli |
| Sansibar                      | Gibraltar          |
| Grönland                      | Tibet              |

## Spielplan

### Gruppe A
| Rang | Land                          | Tore | Punkte |
| ---- | ----------------------------- | ---- | ------ |
| 1    | Türkische Republik Nordzypern | 4:1  | 6      |
| 2    | Sansibar                      | 5:5  | 3      |
| 3    | Grönland                      | 2:5  | 0      |

| 29. Mai 2006 |   |            |     |
| Nordzypern   | - | Grönland   | 1:0 |
| 30. Mai 2006 |   |            |     |
| Sansibar     | - | Nordzypern | 1:3 |
| 31. Mai 2006 |   |            |     |
| Grönland     | - | Sansibar   | 2:4 |

### Gruppe B
| Rang | Land               | Tore | Punkte |
| ---- | ------------------ | ---- | ------ |
| 1    | Republik St. Pauli | 8:1  | 4      |
| 2    | Gibraltar          | 6:1  | 4      |
| 3    | Tibet              | 0:12 | 0      |

| 29. Mai 2006       |   |                    |     |
| Republik St. Pauli | - | Gibraltar          | 1:1 |
| 30. Mai 2006       |   |                    |     |
| Tibet              | - | Republik St. Pauli | 0:7 |
| 31. Mai 2006       |   |                    |     |
| Gibraltar          | - | Tibet              | 5:0 |

### Halbfinale
| 1. Juni 2006 | Republik St. Pauli | - | Sansibar  | 1:2 |
| 1. Juni 2006 | Nordzypern         | - | Gibraltar | 2:0 |

### Spiel um Platz 3
| 3. Juni 2006 | Republik St. Pauli | - | Gibraltar | 1:3 |

### Finale
| 3. Juni 2006 | Sansibar | - | Nordzypern | 0:0 n. V., 1:4 i. E. |